# 碇ヶ関村
碇ヶ関村（いかりがせきむら）は、かつて青森県内陸部の南端に位置していた村である。南津軽郡平賀町と尾上町と合併し、平川市碇ヶ関として地名が残っている。

## 地理
- 山：馬糞森山、倉ノ沢山
- 河川：平川

### 隣接していた自治体
- 青森県
  - 南津軽郡：大鰐町、平賀町
- 秋田県
  - 大館市
  - 鹿角郡：小坂町

## 歴史
羽州街道沿いの村で、かつては弘前藩が関所を設けていた。
- 1889年（明治22年）4月1日 - 旧来の碇ヶ関村、古懸村、久吉村が合併し、村制を施行する。
- 2006年（平成18年）1月1日 - 南津軽郡平賀町、尾上町と合併して平川市となり消滅。

## 交通

### 鉄道路線
- 東日本旅客鉄道
  - 奥羽本線：津軽湯の沢駅 - 碇ケ関駅

### バス路線
- 路線バス
  - 弘南バス（弘前 - 碇ヶ関）
- 高速バス（碇ヶ関（碇ヶ関IC前））
  - あすなろ号（青森⇔盛岡）

### 道路
- 高速道路
  - 東北自動車道碇ヶ関IC
- 一般国道
  - 国道7号
  - 国道282号
- 一般県道
  - 青森県道202号碇ケ関大鰐停車場線
  - 青森県道237号碇ケ関停車場線

## 名所・旧跡・観光スポット・祭事・催事
- 碇ヶ関御関所…かつて弘前藩が設けていた関所を再現したもの。
- 関所祭
- 碇ヶ関温泉郷
  - 秋元温泉
  - 相乗温泉
- 久吉温泉
- 道の駅いかりがせき（津軽関の庄）
- たけのこの里

## 出身
- 民謡歌手

岸 千恵子
- ミュージシャン

めいびーいちのへ　Vanityyy、たゆたいずのギタリスト。カラーボトルのサポートギターも務める。